# Edgar Cely
Edgar Augusto Cely Núñez (Bucaramanga, 24 de julio de 1952) es un militar retirado de la Armada Nacional de Colombia, ingeniero naval especialista en Ingeniería Electrónica de la Escuela Naval Almirante Padilla de Cartagena de Indias y especialista en Relaciones Internacionales y Derecho Internacional Humanitario de la Universidad Militar Nueva Granada, excomandante General de las Fuerzas Militares de Colombia, ex Embajador de Colombia en la República Árabe de Egipto y actual Embajador de Colombia ante la República del Paraguay.
Miembro de la Armada Nacional de Colombia reconocido por su alta capacidad estratégica, de mando, liderazgo y operaciones conjuntas. Es el segundo almirante en la historia de las Fuerzas Militares de Colombia en ocupar el cargo de comandante general de las Fuerzas Militares de Colombia, cargo que ocupó entre el 6 de agosto de 2010 y el 9 de septiembre de 2011. 

## Estudios
Ingresó a la Escuela Naval de Cadetes Almirante Padilla de la cual se graduó en 1973 como Teniente de Corbeta. Además de su profesión militar, el Almirante Cely tiene los títulos de Ingeniería Electrónica y Controlador Aéreo Antisubmarino de la Armada de los Estados Unidos, es Especialista en Relaciones Internacionales y Derecho Internacional Humanitario de la Universidad Militar Nueva Granada. 

## Carrera militar
Ha tenido bajo su mando 3 fragatas de la Armada Nacional Clase Almirante Padilla: ARC Caldas, ARC Almirante Padilla y ARC Independiente, así como ha sido comandante de la Flotilla de Superficie de la Fuerza Naval del Caribe. 
Ha sido director general marítimo de Colombia. (Dirección General Marítima de Colombia).
Fue jefe de Estado Mayor de la Fuerza Naval del Atlántico, Jefe de la Jefatura de Acción Integral del Comando General de las FFMM, jefe de Estado Mayor Conjunto de la Fuerza de Tarea Conjunta "Omega", Jefe de Operaciones Navales de la Armada Nacional, Director de la Escuela Superior de Guerra (siendo el primer Almirante en ocupar el cargo en 100 años de creación de la institución educativa) y Segundo Comandante y jefe de Estado Mayor de la Armada Nacional.

## Cargos diplomáticos (en servicio activo)
Entre los años 1998 y 2000 se desempeñó como agregado naval en el Reino Unido de Gran Bretaña e Irlanda del Norte y representante permanente por Colombia ante la Organización Hidrográfica Internacional (OIH), representante por Colombia y miembro permanente de la Organización Marítima Internacional (OMI), representante y miembro del Comité de Autoridades Acuáticas (CAATA).

## Comandante de las Fuerzas Militares de Colombia
El almirante Cely fue designado por el presidente Juan Manuel Santos Calderón como comandante general de las Fuerzas Militares de Colombia el 26 de julio de 2010 y asumió el cargo el 6 de agosto de 2010. Teniendo bajo su mando al Vicealmirante Álvaro Echandia Durán como Comandante de la Armada Nacional, al Mayor General Julio González como Comandante de Fuerza Aérea Colombiana y al Mayor General Alejandro Navas como Comandante del Ejército Nacional. Entre los golpes más contundentes que recibieron los grupos al margen de la ley durante su comandancia se encuentran la histórica Operación Sodoma donde se dio de baja al máximo cabecilla militar de las FARC Víctor Julio Suárez Rojas alias Mono Jojoy y la importante participación de las Fuerzas Militares en la creación y ejecución del Plan Troya contra las Bacrim.

## Embajador de Colombia
En febrero de 2012 el Almirante (R) Cely asume el cargo de Embajador ante la República Árabe de Egipto, cargo que ocupó hasta 2013, año en el que asume el cargo de Embajador ante la República del Paraguay.